# Hypospila infimoides
Hypospila infimoides là một loài bướm đêm trong họ Noctuidae.